# Saint-Christoly-Médoc
Saint-Christoly-Médoc – miejscowość i gmina we Francji, w regionie Nowa Akwitania, w departamencie Żyronda.
Według danych na rok 1990 gminę zamieszkiwało 337 osób, a gęstość zaludnienia wynosiła 45 osób/km² (wśród 2290 gmin Akwitanii Saint-Christoly-Médoc plasuje się na 848. miejscu pod względem liczby ludności, natomiast pod względem powierzchni na miejscu 1243.).